# Dim Mak
Dim Mak is een eeuwenoude toepassing in Chinese vechtkunsten, afgeleid vanuit de Chinese geneeskunde. Letterlijk vertaald uit het Chinees betekent Dim Mak 'dodelijke aanraking'.
Volgens Chinese geschriften wisten de Chinezen al duizenden jaren dat manipulatie van specifieke punten op het lichaam, acupunctuurpunten genoemd, effect hadden op de gezondheid. De manipulatie kan met de handen gebeuren (Tui Na) of met dunne naalden (acupunctuur). De meeste acupunctuurpunten worden ingezet om ziektes te genezen, maar sommige punten hebben ook een pijnstillend effect en andere kunnen spieren doen verlammen.
Chinese artsen zouden dus met dezelfde kennis het menselijk lichaam kunnen genezen, maar ook beschadigen. Daarom is Dim Mak geen vechtsport, maar een manier van verdediging. Door snel en hard op specifieke punten te drukken, zou er een effect bewerkstelligd kunnen worden waardoor de beoefenaar zijn aanvaller zou kunnen verlammen of zelfs doden.
Een van de verklaringen voor de dood van Bruce Lee, is dat hij slachtoffer geworden zou zijn van een vertraagde reactie op een Dim Mak-aanval, die hij een paar weken eerder door iemand toegediend gekregen had.

## Werking van Dim Mak
De westerse wetenschap heeft tot op heden geen bewijs kunnen vinden voor de werking van Dim Mak en acupunctuur. Uit recent onderzoek aan de Rochester Universiteit blijkt wel dat er bij acupunctuur rond de naalden de stof adenosine vrijkomt. Dit is een natuurlijke pijnstiller.
Onderzoek vanuit onder andere de psychologische hoek wijst in de richting van een placebo-effect, waarbij de suggestie van en het geloof in de werking van Dim Mak leidt tot het werkelijk reageren van de proefpersoon.